# 伊比利亞1999足球會
伊比利亞1999足球會是格魯吉亞第比利斯的一个足球俱樂部，成立於1999年8月20日。球隊前稱「沙布達盧」，该名字为第比利斯的一个市区名。2024年2月27该俱乐部改为现名。

## 榮譽
- 格魯吉亞足球超級聯賽
  - 冠軍：2018, 2024

## 外部連結
- 官方网站  （格鲁吉亚文） （英文）